# Pemberton (Columbia Britannica)
Pemberton è una municipalità del Canada situata nella parte meridionale della Columbia Britannica.